# USS Henderson (DD-785)
USS Henderson (DD-785) là một tàu khu trục lớp Gearing được Hải quân Hoa Kỳ chế tạo vào giai đoạn cuối Chiến tranh Thế giới thứ hai. Nó là chiếc tàu chiến thứ hai của Hải quân Mỹ được đặt cái tên này, nhưng là chiếc duy nhất được đặt theo tên Thiếu tá phi công Thủy quân Lục chiến Lofton R. Henderson (1903-1942), chỉ huy Phi đội Tuần tiễu Ném bom Thủy quân Lục chiến 241 (VMSB-241) đã hy sinh trong trận Midway và được truy tặng Huân chương Chữ thập Hải quân. Hoàn tất khi chiến tranh đã sắp kết thúc, nó tiếp tục phục vụ trong giai đoạn Chiến tranh Lạnh, Chiến tranh Triều Tiên và Chiến tranh Việt Nam, cho đến khi ngừng hoạt động năm 1980. Con tàu được chuyển cho Pakistan và tiếp tục phục vụ cùng Hải quân Pakistan như là chiếc PNS Tughril (167) (sau đổi tên thành Nazim) cho đến năm 2001. Henderson được tặng thưởng danh hiệu Đơn vị Tuyên dương Hải quân cùng tám Ngôi sao Chiến trận do thành tích phục vụ trong Chiến tranh Triều Tiên, và sau đó là 7 Ngôi sao Chiến trận khác khi hoạt động trong Chiến tranh Việt Nam.

## Thiết kế và chế tạo
Henderson được đặt lườn tại xưởng tàu của hãng Todd Pacific Shipyards ở Seattle, Washington vào ngày 27 tháng 10 năm 1944. Nó được hạ thủy vào ngày 28 tháng 5 năm 1945; được đỡ đầu bởi bà A. R. Early, và nhập biên chế vào ngày 4 tháng 8 năm 1945 dưới quyền chỉ huy của Hạm trưởng, Trung tá Hải quân H. A. Knoertzer.

## Lịch sử hoạt động

### 1945 – 1950
Henderson tiến hành chạy thử máy tại vùng biển ngoài khơi San Diego, rồi khởi hành từ Seattle vào ngày 31 tháng 10 để đi sang khu vực Trân Châu Cảng. Đến nơi vào ngày 7 tháng 11, nó hoạt động bảo vệ cho các tàu sân bay hộ tống tại vùng biển quần đảo Hawaii và cùng các tàu ngầm tham gia các thử nghiệm sonar trước khi quay trở về San Diego vào ngày 23 tháng 4 năm 1946. Sau các hoạt động thực tập tại vùng biển Nam California, nó khởi hành vào ngày 2 tháng 12 để tham gia Chiến dịch Highjump, một đợt thử nghiệm và thám hiểm vùng Nam Cực; con tàu đã hoạt động thử nghiệm quần áo và thiết bị ở điều kiện giá lạnh, cũng như lập bản đồ khảo sát thời tiết trong hoạt động này. Nó đi đến Sydney, Australia vào ngày 13 tháng 3 năm 1947, rồi quay trở về San Diego vào ngày 6 tháng 4.

### Chiến tranh Triều Tiên
Sau hai chuyến đi sang khu vực Tây Thái Bình Dương để hỗ trợ cho hoạt động của lực lượng chiếm đóng tại Nhật Bản, Henderson khởi hành từ San Diego vào ngày 5 tháng 8 năm 1950 để tham gia lực lượng Liên Hợp Quốc đang tác chiến tại Triều Tiên. Đi đến Yokosuka, Nhật Bản vào ngày 19 tháng 8, nó phục vụ trong vai trò hộ tống trong thành phần lực lượng đặc nhiệm tàu sân bay nhanh trong khi máy bay của chúng hỗ trợ cho cuộc chiến trên bộ cùng các hoạt động khác.
Sau đó Henderson đã hỗ trợ cho cuộc đổ bộ lên Inchon, một đòn tấn công bọc sườn sâu vào hậu phương của đối phương vốn đã đem lại lợi thế chiến thuật đáng kể, từ ngày 13 đến ngày 15 tháng 9. Băng qua eo biển So Sudo vào lúc triều cường trong ngày 13 tháng 9, nó tiến hành bắn phá bờ biển cảng Inchon chuẩn bị cho cuộc đổ bộ, đồng thời đấu pháo tay đôi với những khẩu đội pháo bờ biển đối phương. Lực lượng lại xâm nhập vịnh Inchon trong hai ngày tiếp theo, phá vỡ hàng rào phòng thủ trực tiếp hỗ trợ cho cuộc đổ bộ. Nó tiếp tục làm nhiệm vụ hỗ trợ hải pháo tại khu vực Inchon cho đến ngày 1 tháng 10.

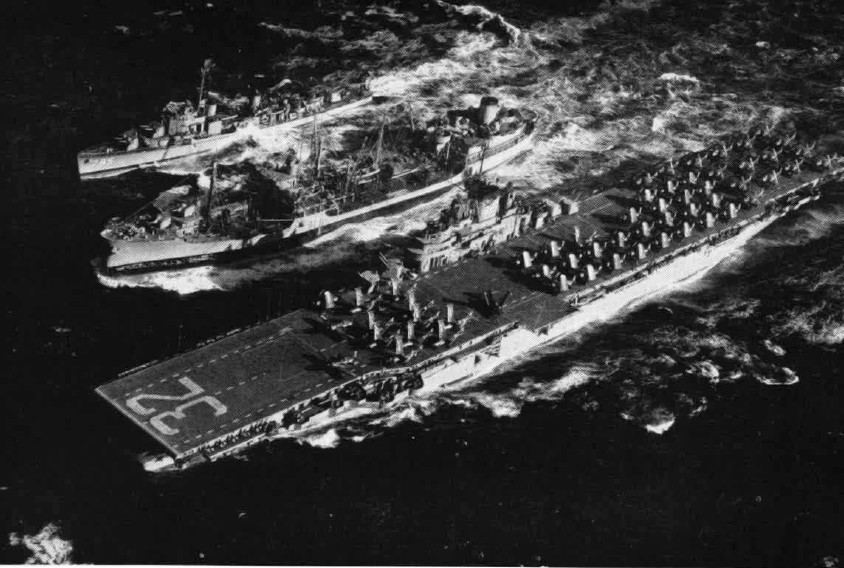
Henderson và tàu sân bay đang được tiếp nhiên liệu ngoài khơi Triều Tiên, khoảng giữa tháng 10 năm 1950 đến tháng 1 năm 1951.

Henderson quay trở lại nhiệm vụ hộ tống cho lực lượng đặc nhiệm tàu sân bay, tức Lực lượng Đặc nhiệm 77, thoạt tiên dọc theo bờ biển Triều Tiên, và sau đó tại khu vực eo biển Đài Loan, cho đến khi nó rời Cơ Long, Đài Loan vào ngày 20 tháng 3 năm 1951 để quay trở về Hoa Kỳ, về đến San Diego vào ngày 7 tháng 4. Nó tiến hành các hoạt động huấn luyện thường lệ dọc theo vùng bờ Tây, và thực hiện một chuyến đi thực tập đến vùng biển Hawaii, cho đến khi lại lên đường vào ngày 4 tháng 1 năm 1952 cho lượt phục vụ thứ hai trong cuộc chiến tại Triều Tiên. Nó đi đến ngoài khơi Hŭngnam vào ngày 16 tháng 2, tham gia chiếc dịch phong tỏa thành phố cảng này và khu vực bờ biển phía Bắc. Nhiệm vụ của nó bao gồm hỗ trợ hải pháo cho cuộc chiến trên bộ và bắn phá các trung tâm công nghiệp đối phương, cho đến ngày 7 tháng 3, khi nó chuyển sang hộ tống cho tàu sân bay hạng nhẹ Bataan (CVL-29) ngoài khơi bờ biển Nhật Bản. Trong thời gian còn lại của lượt phục vụ, nó hoạt động cùng lực lượng đặc nhiệm tàu sân bay chung quanh Triều Tiên và tại eo biển Đài Loan. Nó rời Yokosuka vào ngày 25 tháng 7, và về đến San Diego vào ngày 10 tháng 8.
Henderson thực hành huấn luyện ngoài khơi California cho đến ngày 22 tháng 3, 1953, khi nó lên đường cho lượt phục vụ thứ ba trong Chiến tranh Triều Tiên. Nó tham gia vào chiến dịch phong tỏa cảng Wonsan, hỗ trợ cho cuộc chiến trên bộ của quân đội Hàn Quốc, cũng như thực hành chống tàu ngầm ngoài khơi Okinawa. Chiếc tàu khu trục cũng tuần tra ven biển, giúp duy trì việc kiểm soát vùng biển chung quanh bán đảo và ngăn chặn các phương tiện tiếp liệu của đối phương, cho đến khi đạt được thỏa thuận ngừng bắn vào tháng 7. Nó quay trở về San Diego vào ngày 19 tháng 10.

### 1954 – 1964
Sau khi Chiến tranh Triều Tiên kết thúc, trong một thập niên tiếp theo sau Henderson vẫn thường xuyên được phái sang Viễn Đông, tuần tra và viếng thăm nhiều cảng trong khu vực, và tham gia các cuộc tập trận phối hợp song phương và đa phương. Đặc biệt nó đã tuần tra tại eo biển Đài Loan sau khi xảy ra vụ Khủng hoảng eo biển Đài Loan vào tháng 9, 1954, khi phía Trung Cộng nả pháo xuống các đảo Mã Tổ và Kim Môn còn do phe Quốc dân đảng kiểm soát; và đã đi đến Ceylon (nay là Sri Lanka) vào tháng 1, 1958 để trợ giúp những nạn nhân của thiên tai lũ lụt.
Vào đầu những năm 1960, Henderson trải qua một đợt nâng cấp tại Xưởng hải quân Mare Island ở San Francisco, California trong khuôn khổ Chương trình Hồi sinh và Hiện đại hóa Hạm đội I (FRAM: Fleet Rehabilitation and Modernization), hoàn tất vào tháng 4, 1962, nhằm giúp nó tác chiến chống ngầm hiệu quả hơn. Cấu trúc thượng tầng và hệ thống đông lực được cải biến, và các hệ thống điện tử, radar, sonar và vũ khí được hiện đại hóa. Tháp pháo 5-inch nòng đôi số 2 cùng các ống phóng ngư lôi và pháo 3-inch phòng không được tháo dỡ; thay vào đó nó được bổ sung bộ sonar AN/SQS-23, radar dò tìm không trung AN/SPS-40, hai dàn ống phóng ngư lôi Mark 32 ba nòng, một dàn tên lửa chống ngầm RUR-5 ASROC tám nòng, cùng hầm chứa và sàn đáp để vận hành Gyrodyne QH-50 DASH.
Gyrodyne QH-50C DASH là một kiểu máy bay trực thăng không người lái chống tàu ngầm, được điều khiển từ xa qua vô tuyến từ tàu mẹ. Nó có khả năng mang theo hai ngư lôi Mark 44 chống tàu ngầm. Vào lúc này tầm hoạt động của tên lửa chống ngầm ASROC chỉ đạt được 5 nmi (9,3 km); DASH cho phép con tàu tấn công những mục tiêu nghi ngờ qua sonar ở khoảng cách lên đến 22 nmi (41 km). Tuy nhiên Chương trình FRAM I không cải thiện được năng lực phòng không của con tàu, mà giờ đây phải đối đầu với thế hệ máy bay phản lực tốc độ cao; vai trò này sẽ do những tàu trang bị tên lửa điều khiển thế hệ mới đảm trách.

### Chiến tranh Việt Nam
Bắt đầu từ ngày 11 tháng 8, 1964, Henderson thực hiện những chuyến đi hàng năm sang vùng biển Việt Nam hỗ trợ cho các chiến dịch đổ bộ và bắn phá bờ biển của Đệ Thất hạm đội, cũng như hộ tống bảo vệ và canh phòng máy bay cho tàu sân bay tại trạm Yankee. Nó quay trở về Long Beach, California vào ngày 16 tháng 12, nơi nó được đại tu và nâng cấp, rồi hoạt động huấn luyện bắn phá bờ biển trước khi lại được cử sang vùng biển ngoài khơi Nam Việt Nam vào ngày 10 tháng 7, 1965. Trong năm tháng tiếp theo nó hoạt động tại khu vực giữa biển Đông và vịnh Bắc Bộ, hộ tống cho tàu sân bay Oriskany (CV-34) và hoạt động bắn phá bờ biển. Vào tháng 12, nó đi vào vịnh Thái Lan để bắn phá các vị trí của lực lượng cộng sản tại bán đảo Cà Mau. Sau đó nó hộ tống cho tàu sân bay Bon Homme Richard (CVA-31) rời Hong Kong vào ngày 26 tháng 12, về đến Long Beach vào ngày 13 tháng 1, 1966.
Henderson trải qua một năm tiếp theo phục vụ như tàu huấn luyện chống ngầm tại căn cứ San Diego, và tham gia các cuộc tập trận thường lệ của hải đội từ Long Beach. Vào cuối tháng 7, nó tham gia một cuộc tìm kiếm rộng lớn nhưng không mang lại kết quả, khi chiếc máy bay đưa Thiếu tướng Lục quân Joseph Warren Stilwell, Jr. bị mất tích trên đường đi sang khu vực quần đảo Hawaii. Chiếc tàu khu trục khởi hành vào tháng 1, 1967 để quay trở lại vùng biển Đông Nam Á, và trong bốn tháng tiếp theo đã lại hỗ trợ cho các tàu sân bay và bắn phá dọc bờ biển Việt Nam. Nó quay trở về Long Beach vào giữa tháng 6, hoạt động huấn luyện ôn tập chống tàu ngầm trong mùa Hè và mùa Thu năm đó.
Sau khi được bảo trì vào đầu năm 1968, Henderson quay trở lại Việt Nam vào tháng 4, tiếp nối những nhiệm vụ hộ tống và bắn phá quen thuộc tại khu vực biển Đông, xen kẻ với những dịp viếng thăm cảng Hong Kong, vịnh Subic và Nhật Bản để bảo trì và nghỉ ngơi. Nó bất ngờ được phái tháp tùng tàu sân bay Bon Homme Richard (CVA-31) đi sang biển Nhật Bản tham gia Chiến dịch Combat Fox, một cuộc biểu dương lực lượng nhằm gây áp lực lên phía Bắc Triều Tiên sau sự kiện nước này chiếm giữ chiếc tàu do thám Pueblo (AGER-2). Chiếc tàu khu trục quay trở lại vùng biển Việt Nam trước khi hoàn tất lượt phục vụ vào ngày 26 tháng 9. Quay trở về Long Beach, nó được bảo trì cặp bên mạn tàu tiếp liệu khu trục Isle Royale (AD-29), và sau đó vào ụ tàu tại San Francisco từ tháng 1 đến tháng 3, 1969, nơi con tàu được nâng cấp thiết bị sonar và thông tin liên lạc hiện đại.
Hoàn thành công việc sửa chữa vào tháng 5, Henderson trải qua suốt mùa Hè và mùa Thu hoạt động huấn luyện ôn tập, rồi lên đường đi sang Viễn Đông vào ngày 18 tháng 11. Gặp phải một cơn bão gần Midway, chiếc tàu khu trục bị hư hại tháp pháo 5-inch phía trước, và phải chuyển hướng đến Yokosuka để sửa chữa. Nó dành ra nhiều tuần lễ tiếp theo tuần tra tại vùng biển ngoài khơi bán đảo Triều Tiên, do quan hệ tiếp tục căng thẳng sau vụ bắn rơi một máy bay trinh sát Hoa Kỳ vào năm trước. Sau đó nó đi đến vùng biển Việt Nam để hoạt động trong ba tháng, hỗ trợ các hoạt động tác chiến ven biển; trong giai đoạn này nó cũng cứu vớt sáu hành khách từ một máy bay trực thăng Sikorsky SH-3 Sea King bị rơi trên biển trên đường đi từ Đà Nẵng ra tàu sân bay Constellation (CVA-64).
Quay trở về Long Beach vào ngày 8 tháng 5, 1970, trong những tháng tiếp theo Henderson được thanh tra và khảo sát nhằm đánh giá tình trạng vật chất của con tàu; nó được tiếp tục giữ lại để phục vụ, trong khi phần lớn tàu chiến được đóng hàng loạt vào giai đoạn Thế Chiến II đã xuống cấp và bị loại biên chế. Sau khi được chuẩn bị và huấn luyện, nó lên đường vào ngày 26 tháng 1, 1971 cho lượt phục vụ thứ sáu trong cuộc Chiến tranh Việt Nam. Đi đến vùng chiến sự vào ngày 22 tháng 2, nó phục vụ tại vùng hỏa tuyến và tại Trạm Yankee. Ngoài ra nó còn tham gia các lượt thực hành chống tàu ngầm, và từng bắn trúng đích một ngư lôi thực hành vào chiếc tàu ngầm chạy diesel-điện Sailfish (SS-572).
Sang tháng 4, Henderson đảm nhiệm một loạt các vai trò, bao gồm tàu huấn luyện hỗ trợ hải pháo tại khu vực thực hành Tabones, Philippines; thực hiện một chuyến tuần tra khảo sát ngắn tại quần đảo Hoàng Sa, Việt Nam; và viếng thăm các cảng Đài Loan. Rời khu vực vào ngày 30 tháng 6, chiếc tàu khu trục đi xuống phía Nam viếng thăm đảo Manus Papua New Guinea; Cairns và Sydney, Australia; Auckland, New Zealand; và Pago Pago, Samoa thuộc Mỹ; trước khi về đến Long Beach, California vào ngày 10 tháng 8.
Henderson trải qua thêm một lượt đại tu tại Long Beach vào mùa Đông năm đó, rồi chuẩn bị cho lượt bố trí phục vụ tiếp theo vào tháng 7, 1972. Nó lên đường vào ngày 16 tháng 11 cho lượt hoạt động cuối cùng tại Việt Nam, đi đến cảng Đà Nẵng vào ngày 14 tháng 12. Trong những tuần lễ tiếp theo nó thực hiện nhiều nhiệm vụ hỗ trợ hải pháo, đấu pháo với một khẩu đội đối phương trong đêm Giáng Sinh, và trong đêm đón năm mới 1973 đã trợ giúp cứu vớt bốn thành viên của đội bay một máy bay trực thăng SH-3 Sea King bị rơi. Con tàu viếng thăm các cảng Singapore, Thái Lan và Hong Kong trong khi diễn ra các vòng đàm phán hòa bình sau cùng; và sau khi Hiệp định Paris 1973 được ký kết, nó quay trở lại vịnh Bắc Bộ vào tháng 4, 1973 tiến hành Chiến dịch End Sweep, hoạt động quét mìn tại các luồng ra vào các cảng Bắc Việt Nam theo như cam kết của Hoa Kỳ trong Hiệp định. Sau khi hoàn thành nhiệm vụ tại cảng Hải Phòng, chiếc tàu khu trục lên đường quay trở về nhà, về đến Long Beach vào ngày 26 tháng 5.

### 1973 – 1980
Henderson tham gia hai cuộc tập trận hạm đội vào mùa Hè và mùa Thu năm 1973, rồi được điều động sang vai trò tàu huấn luyện dự bị trong thành phần Hải đội Khu trục 27 vào ngày 1 tháng 10. Nó đi đến Xưởng hải quân Long Beach để cải biến sang sử dụng nhiên liệu chưng cất hải quân. Thành phần thủy thủ đoàn cũng được tinh giản rút gọn và con tàu chỉ có đầy đủ biên chế trong những chuyến đi thực hành cuối tuần.
Henderson trải qua sáu năm tiếp theo tiến hành các chuyến đi huấn luyện từ căn cứ Long Beach. Nó dành phần lớn thời gian trong giai đoạn này hoạt động tại vùng biển lân cận, mặc dù đôi khi cũng tiến hành những chuyến đi đến Trân Châu Cảng hay khu vực Tây Bắc Thái Bình Dương. Nó xuất biên chế vào ngày 30 tháng 9, 1980, đồng thời được cho rút tên khỏi danh sách Đăng bạ Hải quân cùng ngày hôm đó.

### PNSTughril(167)
Chiếc tàu khu trục được bán cho Pakistan vào ngày 1 tháng 10, 1980, và tiếp tục phục vụ cùng Hải quân Pakistan như là chiếc PNS Tughril (167). Đến năm 1998, Tughril được chuyển giao cho Tuần duyên Pakistan tại Karachi và được đổi tên thành Nazim. Cuối cùng nó ngừng hoạt động vào năm 2001.

## Phần thưởng
Henderson được tặng thưởng danh hiệu Đơn vị Tuyên dương Hải quân cùng tám Ngôi sao Chiến trận do thành tích phục vụ trong Chiến tranh Triều Tiên, và sau đó là 7 Ngôi sao Chiến trận khác khi hoạt động trong Chiến tranh Việt Nam.